# Beilschmiedia dilmyana
Beilschmiedia dilmyana är en lagerväxtart som beskrevs av André Joseph Guillaume Henri Kostermans. Beilschmiedia dilmyana ingår i släktet Beilschmiedia och familjen lagerväxter. Inga underarter finns listade i Catalogue of Life.